# Apazulco
Apazulco är en ort i Mexiko.   Den ligger i kommunen La Huerta och delstaten Jalisco, i den södra delen av landet, 600 km väster om huvudstaden Mexico City. Apazulco ligger 23 meter över havet och antalet invånare är 769.
Terrängen runt Apazulco är platt åt sydväst, men åt nordost är den kuperad. Apazulco ligger nere i en dal. Runt Apazulco är det glesbefolkat, med 12 invånare per kvadratkilometer. Närmaste större samhälle är Las Juntas, 19,3 km öster om Apazulco. Omgivningarna runt Apazulco är en mosaik av jordbruksmark och naturlig växtlighet.